# International Finance Centre
O Two International Finance Centre
International Finance Centre (abreviado como IFC) é um desenvolvimento comercial integrada na margem do Distrito Central de Hong Kong, China.
Um marco de destaque no panorama urbano da Ilha de Hong Kong, o IFC consiste é composto por dois arranha-céus, o IFC Mall, e o Four Seasons Hotel Hong Kong de 55 andares. A Torre 2 é o segundo edifício mais alto em Hong Kong, atrás do International Commerce Centre, em Kowloon. É o quarto edifício mais alto na região da Grande China e o oitavo edifício de escritórios mais alto do mundo, com base em alturas estruturais; por altura do telhado, apenas o Taipei 101, o Shanghai World Financial Center, a Willis Tower, o International Commerce Centre e o Burj Khalifa ultrapassam a altura do edifício. É de estatura semelhante a do antigo World Trade Center. A Estação Expresso Aeroporto do Metrô de Hong Kong está diretamente abaixo da torre.
IFC foi construído e é de propriedade da IFC Desenvolvimento, um consórcio de Sun Hung Kai Properties, Henderson Land Development e Towngas.
Em 2003, o Financial Times, o HSBC e a Cathay Pacific colocaram um anúncio na fachada que se estendia por mais de 50 andares, cobrindo uma área de 19.000 m² e um comprimento de 230 m, tornando-se a maior propaganda em arranha-céu do mundo.

## Características

### Torre 1
O One International Finance Centre foi construído em 1998 e inaugurado em 1999. Tem 210 metros de altura, com 39 andares, elevadores de alta velocidade com capacidade para 18 passageiros em 4 zonas e conta com 72.800 m² de área construída. É semelhante em design e aparência ao Goldman Sachs Tower. O edifício acomoda atualmente cerca de 5 mil pessoas.

### Torre 2
O Two International Finance Centre foi concluído em 2003 está ligado à segunda fase do IFC Mall. Este edifício tem 415 metros de altura, atualmente de segundo mais alto de Hong Kong, e tem 88 andares.